# ユルゲン・モーザー
ユルゲン・クルト・モーザー（Jürgen Kurt Moser、1928年7月4日 - 1999年12月17日）は、ドイツ系のアメリカ合衆国の数学者で、ハミルトン力学系と線型偏微分方程式に関する、40年間にわたる業績で名高い。

## 生涯
モーザーの母親であるイルゼ・ストレールケ (Ilse Strehlke) は、バイオリニストで作曲家であるルイ・シュポーアの姪である。父親は神経学者クルト・E・モーザー (Kurt E. Moser、1895年7月21日 - 1982年6月25日) で、商人であるマックス・マインク (Max Maync、1870-1911) とクララ・モーザー (Clara Moser、1860-1934)の間に生まれた。クララは、17世紀のフランスのユグノーで、プロイセンへの移民の血を引く。モーザーの両親はドイツ帝国のケーニヒスベルクに住み、第二次世界大戦の結果、東ドイツのシュトラールズントに移り住んだ。モーザーは、故郷のヴィルヘルム・ギムナジウムに入学した。その高校は、数学と自然科学の教育に特化しており、1880年にダフィット・ヒルベルトが卒業している。兄であるフリードリッヒ・ロバート・エルンスト・モーザー (Friedrich Robert Ernst (Friedel) Moser、1925年8月31日 - 1945年1月14日)はドイツ陸軍に従軍し、ピルカレン/シュロスベルク(Pillkallen/Schloßberg、東プロイセン)で亡くなった。
モーザーは生物学者ガートルード・C・クーラント博士 (Dr. Gertrude C. Courant、リヒャルト・クーラントの娘)と1955年9月10日に結婚した。ガートルードはカール・ルンゲの孫娘で、エミール・デュ・ボア＝レーモンのひ孫娘である。二人は1960年にニューヨーク州のニューロシェルに生涯の住居を定め、ニューヨーク・シティに通勤した。1980年にスイスに移住し、チューリッヒに近いシュヴェルツェンバハに住んだ。モーザーはAkademisches Orchester Zürichの会員だった。モーザーの死後、弟の写真印刷者・処理者であるノースポート在住ののクラウス・T・モーザー＝マインク (Klaus T. Moser-Maync) 、妻のシアトル在住のガートルード、娘である劇場設計者のシアトル在住のニーナ・モーザー (Nina Moser) と数学者であるディジョン在住のルーシー・I・モーザー＝ヤウスリン (Lucy I. Moser-Jauslin)、継息子であるニューヨーク・シティ在住の弁護士リチャード・D・エメリー (Richard D. Emery) が残った。モーザーはピアノとチェロを弾き、父親がバイオリンを、母親がピアノを弾くという音楽家の家庭の伝統の中で子供の頃から室内楽を演奏した。モーザーは生涯のアマチュア天文学者で、1988年リオデジャネイロの純粋応用数学研究所 (IMPA) の訪問の際に、パラグライダーを始めた。

## 業績
モーザーはゲッティンゲン大学で学部課程を修了し、1952年フランツ・レリッヒの下で研究し、博士号を取得した。博士論文を執筆した後、カール・ジーゲルの影響下にあり、ジーゲルと共に天体力学に関する2つ目の論文で、かなり議論を発展させた英語による研究論文を共著した。1953年をフルブライト奨学生としてニューヨーク大学のクーラント数理科学研究所で過ごし、1955年アメリカ合衆国に移住し、1959年市民権を得た。MITの教授、そしてニューヨーク大学の教授になった。1967年から1970年の期間、ニューヨーク大学のクーラント数理科学研究所の理事を務めた。1970年、プリンストン高等研究所の職のオファーを断った。1980年以後、チューリッヒ工科大学で務め、1995年名誉教授になった。1984年から1995年まで、モーザーはチューリッヒ工科大学のForschungsinstitut für Mathematikの理事を (最初の2年間はアルマン・ボレルとオフィスを共有した) であり、ベノ・エックマンの後を継いだ。モーザーはチューリッヒ工科大学の数学部門の再建を主導した。モーザーは1983年から1986年の間、国際数学連合の総裁だった。

## 学生
モーザーの学生には、ブランダイス大学のマーク・アドラー (Mark Adler)、エドワード・ベルブルーノ、チャールズ・コンリー (1933-1984)、ラトガース大学のハワード・ヤコブウィッツ (Howard Jacobwitz)、ウィスコンシン大学のポール・ラビノウィッツがいる。

## 賞と栄誉
モーザーは、1968年ハミルトン力学系の理論への貢献に対してバーコフ賞の最初の受賞者となり、1968年力学的天文学への貢献に対してジェームズ・クレイグ・ワトソン・メダルを、1984年王立オランダ数学会のブラウワー・メダルを、1992年ドイツ数学会のカントール・メダルを、そして1995年ハミルトン系の安定性と非線型微分方程式に関する業績によりウルフ賞数学部門を受賞した。モーザーは1973年米国科学アカデミーの会員に選出され、ロンドン数学会やマインツの科学文学アカデミーのような海外のアカデミーの通信会員になった。モーザーは4年ごとの国際数学者会議で3度、すなわちストックホルムでの応用数学の分野と (1962)ヘルシンキでの複素解析の分野 (1978)での招待講演者、そしてベルリン (1998)での基調講演者を務めた。1990年、ルール大学ボーフムとパリ第6大学から名誉学位が贈られた。SIAM (学会)は2000年モーザーの功績を讃え、講義賞を設立した。